# Jacob Bakema
Jacob Berend dit « Jaap » Bakema est un architecte néerlandais né le 8 mars 1914 à Groningue et mort le 20 février 1981 à Rotterdam. Il a été membre du Team X.

## Biographie
Né à Groningue, il suit ses études au lycée technique de la ville puis entre à l'Académie d'architecture d'Amsterdam, où il reçoit l'enseignement de Mart Stam. Diplômé en 1941, il entre au service du développement urbain à la Direction des travaux publics de la ville d'Amsterdam. Pendant la Seconde Guerre mondiale, il rejoint le cabinet d'architectes Van Tijen and Maaskant à Rotterdam. Après la guerre, il travaille pour l'office de logement social de Rotterdam. En 1948, Johannes Van den Broek (1898-1978) lui demande de rejoindre son cabinet d'architecte. Le cabinet acquiert une reconnaissance aux Pays-Bas dans la reconstruction de la ville de Rotterdam. Il réalise notamment la voie centrale piétonne Lijnbaan, l'une de ses plus fameuses réalisations. Il travaille par ailleurs en Allemagne, à Berlin notamment à l'occasion de concours Interbau auquel participent Walter Gropius, Alvar Aalto, Max Taut, Hans Scharoun, Oscar Niemeyer, Pierre Vago et à Le Corbusier.
En 1946, il est invité pour la première fois au Congrès international d'architecture moderne (CIAM) et appartient à l'époque au groupe « Opbouw » (Développement), groupe de réflexion qui réunit plusieurs architectes de Rotterdam. Il est nommé secrétaire des CIAM en 1955 et à ce titre, chargé de la préparation du dixième congrès qui doit se dérouler en 1956 à Dubrovnik. C'est à cette occasion que se constitue le groupe de réflexion Team X avec Georges Candilis, Giancarlo De Carlo, Aldo van Eyck, Alison et Peter Smithson, Shadrach Woods. Il fait office de coordinateur du dernier CIAM d'Otterlo en 1959. C'est un des leaders du groupe et un des principaux théoriciens du mouvement. Il cherche à développer une synthèse entre urbanisme et architecture qu'il désigne sous le nom d'« architecturbanisme ». Il est le directeur de la revue Forum qui porte ces théories. Il tente de mettre en œuvre ses théories urbaines dans un plan d'aménagement qu'il propose pour l'extension de la ville d'Amsterdam : le Plan Pampus, qui propose en 1965 de polderiser l'Ĳmeer autour de l'île Pampus, à l'est de la ville et d'y installer une ville nouvelle de 330 000 habitants, organisée le long d'un axe central. Ce projet ne voit jamais le jour. Il devient enseignant dans plusieurs universités et notamment à l'Université technique de Delft.

## Principales réalisations

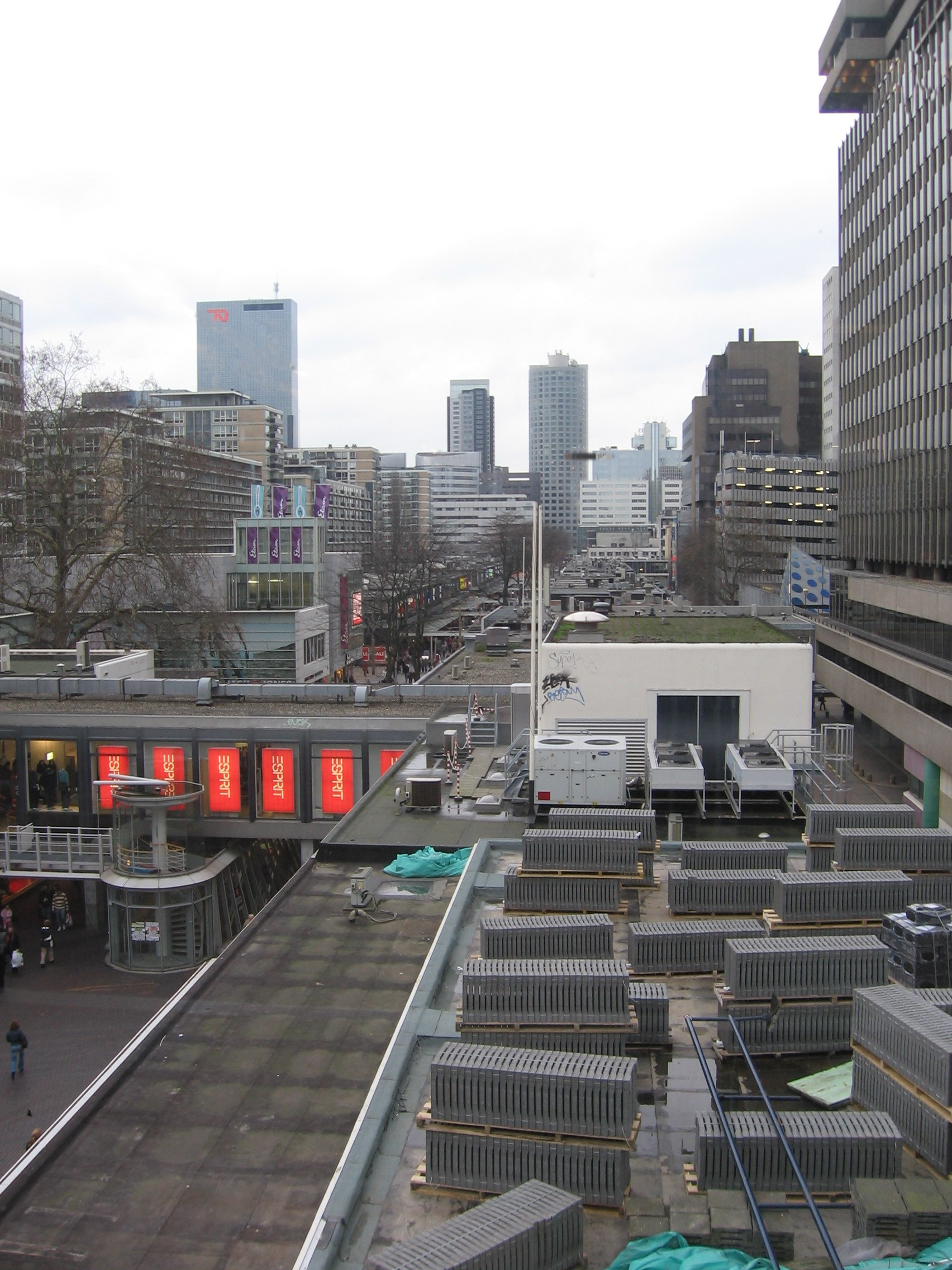
Voie centrale piétonne Lijnbaan de Rotterdam

- 1948-1951 : magasins Ter Meulen, Wassen and Van Vorst à Rotterdam
- 1949-1953 : voie centrale piétonne Lijnbaan, Rotterdam
- 1949-1953 : quartier de Pendrecht, au sud de Rotterdam
- 1953-1956 : quartier Alexanderpolder, à l'est de Rotterdam
- 1957-1960 : logements pour le concours « Interbau » au Hansaviertel à Berlin
- 1958-1962 : hôtel de ville de Marl (Rhénanie-du-Nord-Westphalie, Allemagne)
- 1959-1966 : faculté d'architecture et auditorium de l'Université technique de Delft
- 1963-1972 : hôtel de ville de Terneuzen
- 1968 : dessin des bungalows du premier Center Parcs De Lommerbergen, situé à Beesel dans la Province de Limbourg (Pays-Bas)
- 1977-1983 : bibliothèque centrale de Rotterdam